# Produkty 24
Produkty 24 (russisch Продукты 24, englischer Festivaltitel Convenience Store) ist ein russisch-slowenisch-türkischer Spielfilm unter der Regie von Michael Borodin aus dem Jahr 2022. Der Film feierte am 12. Februar 2022 auf der Berlinale seine Weltpremiere in der Sektion Panorama.

## Handlung
Der Film zeigt die neorussische Arbeits- und Lebensrealität im Umfeld moderner Sklaverei.
Die Usbekin Mukhabbat ist im kleinen Supermarkt Produkty 24 in einem Vorort von Moskau illegal beschäftigt. Obwohl sie schwanger ist, lässt Ladenbesitzerin Zhanna sie Tag und Nacht arbeiten, bei Ungehorsam oder dem Versuch wegzulaufen drohen brutale Strafen. Ihr Pass wurde Mukhabbat abgenommen, die Polizei ist korrupt. Doch als ihr das Allerwichtigste genommen wird, wagt die Frau den Ausbruch und macht sich auf den Weg nach Usbekistan.

## Produktion

### Hintergrund
2016 lag Russland auf Platz 7 der Liste der 25 Länder mit der größten Anzahl an modernen Sklaven. 1,05 Millionen Menschen waren betroffen. Nach Angaben des Global Slavery Index 2018 werden moderne Sklaven in Russland vor allem in Wirtschaftsbereichen ausgebeutet, die geringer Kontrolle unterliegen, wie etwa dem Baugewerbe, der Landwirtschaft, der Arbeit in privaten Haushalten, dem Einsammeln von Müll oder dem Betteln. Dabei handelt es sich entweder um legal oder illegal Eingewanderte oder aber um Menschen, die zum Zweck der Ausbeutung nach Russland gebracht wurden. Sie stammen vor allem aus zentralasiatischen Ländern wie Usbekistan, Kasachstan und Tadschikistan oder aus der Ukraine, Vietnam, China und Nordkorea.
Im November 2016 wurde vor dem Europäischen Gerichtshof für Menschenrechte von vier Frauen aus Kasachstan und Usbekistan eine Klage eingereicht, die unter dem Namen „Golyanovo-Sklavinnen“ bekannt wurden. Sie hatten zwischen 2004 und 2007 in verschiedenen Geschäften im Moskauer Bezirk Golyanovo unter unmenschlichen Bedingungen arbeiten müssen: Vom frühen Morgen bis spät in die Nacht, oft ohne Nahrung oder Pausen, ohne Möglichkeit, das Geschäft zu verlassen, körperlichen Bestrafungen und Vergewaltigungen ausgesetzt und ohne Ausweispapiere. Bei Kontrollen wurden die Arbeiterinnen versteckt oder mit fremden Dokumenten ausgestattet. Die Ladenbesitzer wurden in Russland niemals strafrechtlich verfolgt. Im Herbst 2021 wurde die Klage vom Gericht angenommen. Der Gerichtshof fordert nun von Russland die Beantwortung eines Fragenkatalogs.

### Filmstab
Regie führte der usbekische Regisseur Michael Borodin, von dem auch das Drehbuch stammt. Die Kameraführung lag in den Händen von Ekaterina Smolina, die Musik komponierte Aleksey Polyakov und Editorin war Alexandra Putsyato.
In wichtigen Rollen sind Zukhara Sanzysbay (Mukhabbat), Lyudmila Vasilyeva (Zhanna) und Tolibzhon Suleimanov (Bek) zu sehen.

### Produktion und Förderungen
Produziert wurde der Film von Artem Vasilyev.

### Dreharbeiten und Veröffentlichung
Der Film feierte am 12. Februar 2022 auf der Berlinale seine Weltpremiere in der Sektion Panorama.

## Auszeichnungen und Nominierungen
2022: Internationale Filmfestspiele Berlin: Nominierung für den GWFF Preis Bester Erstlingsfilm